# TAS2R30
TAS2R30 (англ. Taste 2 receptor member 30) – білок, який кодується однойменним геном, розташованим у людей на короткому плечі 12-ї хромосоми. Довжина поліпептидного ланцюга білка становить 319 амінокислот, а молекулярна маса — 36 874.
| 10         |  | 20         |  | 30         |  | 40         |  | 50         |
| ---------- |  | ---------- |  | ---------- |  | ---------- |  | ---------- |
| MITFLPIIFS |  | ILIVVIFVIG |  | NFANGFIALV |  | NSIEWVKRQK |  | ISFVDQILTA |
| LAVSRVGLLW |  | VLLLHWYATQ |  | LNPAFYSVEV |  | RITAYNVWAV |  | TNHFSSWLAT |
| SLSMFYLLRI |  | ANFSNLIFLR |  | IKRRVKSVVL |  | VILLGPLLFL |  | VCHLFVINMD |
| ETVWTKEYEG |  | NVTWKIKLRS |  | AMYHSNMTLT |  | MLANFVPLTL |  | TLISFLLLIC |
| SLCKHLKKMQ |  | LHGKGSQDPS |  | TKVHIKALQT |  | VTSFLLLCAI |  | YFLSMIISVC |
| NFGRLEKQPV |  | FMFCQAIIFS |  | YPSTHPFILI |  | LGNKKLKQIF |  | LSVLRHVRYW |
| VKDRSLRLHR |  | FTRGALCVF  |  |            |  |            |  |            |

A: Аланін

C: Цистеїн

D: Аспарагінова кислота

E: Глутамінова кислота

F: Фенілаланін

G: Гліцин

H: Гістидин

I: Ізолейцин

K: Лізин

L: Лейцин

M: Метіонін

N: Аспарагін

P: Пролін

Q: Глутамін

R: Аргінін

S: Серин

T: Треонін

V: Валін

W: Триптофан

Кодований геном білок за функціями належить до рецепторів, g-білокспряжених рецепторів, білків внутрішньоклітинного сигналінгу. 
Локалізований у мембрані.